# لويانو
لويانو (بالإيطالية: Loiano)‏ هي بلدية في مقاطعة بولونيا في إقليم إميليا رومانيا الإيطالي.

## السكان
في سنة 1861 بلغ عدد السكان 4٬016 نسمة، وتطور العدد ليصل في سنة 2011 لـ 4٬434 نسمة.
يظهر هذا المخطط البياني تطور النمو السكاني لـ لويانو